# Physcomitrium sahapurense
Physcomitrium sahapurense là một loài Rêu trong họ Funariaceae. Loài này được Müll. Hal. ex P. de la Varde mô tả khoa học đầu tiên năm 1917.